# International Aquanautic Club
Der International Aquanautic Club, abgekürzt IAC (in Eigenschreibweise kurz auch i.a.c.), bis 2012 Barakuda, ist eine internationale Tauchorganisation mit Sitz in Essen. Seit 1986 ist sie eine der führenden gewerblichen Organisationen für Sporttauchen in Mitteleuropa. Die Tauchorganisation ist eine Marke des seit 2015 unter der Firmierung International Aquanautic Club GmbH & Co. KG geführten Unternehmens für Tauch- und Tauchlehrerausbildung sowie Reisevermittlung.
Die Tauchausbildungsorganisation ging aus dem 1949 in Hamburg als Hersteller von Tauchausrüstung gegründeten Unternehmen Barakuda Gesellschaft für Wassersport Ristau & Co. hervor. Ab 1953 gab Barakuda die Tauchzeitschrift Delphin heraus und war 1954 maßgeblich an der Gründung des Verbandes Deutscher Sporttaucher (VDST) beteiligt. Im selben Jahr eröffnete das Unternehmen die erste deutsche Tauchschule im Ausland. Barakuda verband bis zur Aufgabe der Produktion von Tauchausrüstung die Ausbildung von Tauchern und Tauchlehrern mit der kommerziellen Bereitstellung der erforderlichen Ausrüstung. 1987 wurde die Tauchorganisation von der heutigen Betreiberfamilie übernommen (Stand 2016).

## Geschichte

### Das Unternehmen Barakuda
1949 gründeten Hans-Joachim Bergann und Kurt Ristau, ehemalige Kampfschwimmer der nach dem Zweiten Weltkrieg aufgelösten Kriegsmarine, in Hamburg das Unternehmen Barakuda. Der Name leitete sich vom Fisch Barrakuda (Pfeilhecht, lat. Sphyraena barracuda) ab.
Das Unternehmen stellte die ersten Schwimmflossen für sportliche Nutzung her und war bis 1962 Monopolanbieter für Schwimmflossen in Deutschland. 1950 gründeten Bergann und Ristau zusammen mit Peter Paulsen den Deutschen Unterwasserclub Hamburg. Ab Ende 1950 lief die serienmäßige Herstellung der ersten Tauchermasken und Schnorchel. 1952 wurde der Delphin, ein Ein-Schlauch-Pendel-Atmer mit Pressluft, entwickelt. 1954 wurde das erste deutsche drahtlose Unterwassertelefon entwickelt, das jedoch vom späteren Bundesministerium der Verteidigung zwangsweise übernommen wurde und damit für Sporttaucher nicht mehr nutzbar war. Im Winter 1959/60 zog das Unternehmen aus Platzgründen nach Buchholz bei Hamburg um; dort wurden eigene Produktions- und Entwicklungsstätten aufgebaut. Die Belegschaft stieg in den 1960er Jahren auf bis zu 350 Mitarbeiter.
1986 übernahm Metzeler das Unternehmen Barakuda, stellte die Produktion von Tauchausrüstung ein und liquidierte die Tochtergesellschaft. Die Söhne des Barakuda-Gründers Bergann produzierten, zunächst unter der 1986 neu gründeten Gesellschaft Bora Bora Wassersport GmbH und ab 1997 – nach dem Rückkauf der Markenrechte – als Barakuda Wassersport GmbH einzig Tauchequipment. Seit dem Jahre 2012 bietet die Barakuda Wassersport GmbH ein neu gegründetes und vom IAC unabhängiges Ausbildungsprogramm für Taucher dem Namen Barakuda International Diving Schools an.

### Tauchsportzeitschrift
Ende 1953 gab das Unternehmen Barakuda die erste deutsche Tauchsportzeitschrift (Delphin) unter der Redaktion von Kurt von Eckenbrecher, einem Olympiasieger im Schwimmen, im eigenen Barakuda-Verlag heraus. Die Zeitschrift rief die verschiedenen Tauchclubs im September 1954 (Ausgabe 6) zur Gründung eines Bundesverbandes für den Tauchsport auf. 1954 wurde der Verband Deutscher Sporttaucher (VDST) gegründet und die Zeitschrift Delphin zum Verbandsorgan. Mit einer Auflage von 20.000 Stück im Jahr wurde die Zeitschrift zunächst an den Schmidt-Römhild-Verlag und kurz darauf an den Jahr-Verlag (ab 2000 Jahr Top Special Verlag) übergeben; sie wird seit 1978 als Zeitschrift Tauchen weitergeführt.

### Tauchausbildungsorganisation
1954 eröffnete das Unternehmen Barakuda die erste deutsche Tauchschule im Ausland, den Barakuda-Club Elba in Porto Azzurro unter Mithilfe von Hermann Heberlein aus Lugano. Im gleichen Jahr wurde der Barakuda-Club-Korfu eröffnet, der sich unter Leitung von Rolf Weyler zur größten deutschen Tauchsportbasis entwickelte.
Am Unternehmenssitz in Buchholz wurde 1969 in Zusammenarbeit mit dem Kultusministerium des Landes Niedersachsen die Lehranstalt für Unterwassertechnik, die erste staatlich anerkannte Ausbildungsstätte für gewerbliche Tauchlehrer in der Bundesrepublik Deutschland, eröffnet. In einem eigenen Internatsbetrieb in Buchholz wurden in einjährigen Lehrgängen künftige gewerbliche Tauchlehrer für ihre Aufgabe ausgebildet und staatlich geprüft. Ferner wurden Tauchgerätemechaniker ausgebildet. Diese Ausbildungsstätte scheiterte später jedoch an den hohen Kosten der qualifizierten Ausbildung.
1987 wurde die Tauchsportorganisation durch Manfred und Ruth Balzer übernommen und in Barakuda International Aquanautic Club umbenannt. Während der Leitung durch Ruth Balzer bis 2008 wurde Barakuda International Aquanautic Club zur größten kommerziellen Tauchsportorganisation Deutschlands. Im Laufe der Jahre entwickelte sich außerdem eine Unterabteilung Tauchtouristik mit Reiseangebot. Nach dem Tod von Ruth Balzer im Jahre 2008 führte Manfred Balzer mit seinen Kindern das Unternehmen weiter. Ab 2015 übernahmen die Kinder vollständig.
Am 1. Juli 2012 wurde aus Barakuda International Aquanautic Club (kurz Barakuda) der International Aquanautic Club (kurz IAC). Der Verzicht auf den Markennamen Barakuda wurde u. a. mit einer Erhöhung der Lizenzgebühren für diese Marke im Jahre 2011 begründet. Der IAC gab Ende Januar 2013 bekannt, eine Kooperation mit dem Tauchausrüster Beuchat International eingegangen zu sein, um Tauchausrüstung und Ausbildungsmaterialien zu entwickeln.

## Tauchausbildungen

### Taucher
Der IAC zertifiziert Taucher nach dem Vorgaben vom CMAS und des VDST. Der IAC bietet jedoch zusätzliche Zwischenstufen an, welche bei CMAS nicht existieren:
- IAC Basic Diver (ISO 24801-1[17])
- IAC Open Water Diver
- IAC CMAS*[18] (Ein-Stern, ISO 24801-2[17])
- IAC Advanced Adventure Diver[19]
- IAC Advanced Open Water Diver[20]
- IAC CMAS**[21] (Zwei-Stern)
- IAC Master Diver[22]
- IAC Dive Leader / CMAS***[23] (Drei-Stern, ISO 24801-3[17])

### Spezialkurse
IAC bietet die folgenden Spezialkurse für Sporttaucher:
- Archäologie
- Atemtechnik
- Ausrüstung und Technik
- Bergseetauchen
- Bootstauchen
- Computertauchen
- Dekompression
- Denkmalschutz
- Digitale Unterwasser-Fotografie
- Eistauchen
- Family Dive Leader
- Flusstauchen
- Gasblender Nitrox (ISO 13293[17])
- Gasblender Trimix (ISO 13293)
- Gruppenführung
- Haitaucher
- Herz-Lungen-Wiederbelebung
- HWL- und Sauerstoff-Management
- Höhlentauchen
- Nachttauchen
- Nitrox Advanced
- Nitrox Basic (ISO 11107[17])
- Orientierung
- Ozeanologie
- Pool Indoor Diver
- Refresher
- Rebreather
- Schnorcheln
- Scooter
- Seemannschaft
- Sidemount Diving
- Strömungstauchen
- Suchen und Bergen
- Tarieren in Perfektion
- Tauchausrüstung
- Tauchen mit Behinderung
- Tauchsicherheit und Rettung
- Technisches Tauchen
- Technik
- Tieftauchen
- Trockentauchen
- Unterwasser-Naturalist
- Unterwasser-Umweltschutz
- Vollgesichtsmaske
- Wracktauchen

### Tauchlehrer
Für Tauchlehrer bietet der IAC die folgenden Brevetierungs-Stufen:
- IAC Basic Instructor[26] (ISO 24802-1[17])
- IAC Open Water Instructor / CMAS TL*[27] (Tauchlehrer Ein-Stern, ISO 24802-2[17])
- IAC Advanced Open Water Instructor[28]
- IAC Master Instructor / CMAS LT**[29] (Tauchlehrer Zwei-Stern)
- IAC Instructor Trainer / CMAS LT***[30] (Tauchlehrer Drei-Stern)
- IAC Course Director[31]

## Internationale Zusammenarbeit
Der IAC ist das zweitgrößte Mitglied des CMAS Germany und Mitglied von RSTC Europe, des für Europa zuständigen Teils des World Recreational Scuba Training Council (WRSTC). Der IAC hält mehrmals jährlich im In- und Ausland Tauchlehrer- und Crossoverprüfungen ab und bildet Taucher und Tauchlehrer nach international anerkannten Standards aus.

## Zahlen und Trends
Insgesamt zählte der IAC im Jahre 2012 etwa 3000 Tauchlehrer – nach 2760 im Februar 2010 – und gehört damit zu den stärksten Organisationen des Tauchsports in Deutschland. Im gleichen Jahr waren weltweit über 200 Tauchbasen dem IAC angeschlossen.
Seit geraumer Zeit bietet IAC unter der Bezeichnung IAC Tec auch Ausbildung im Bereich des technischen Tauchens an. Durch Standardisierung ist dieser Bereich ebenfalls weltweit anerkannt. Auch im Bereich des Behindertentauchens ist IAC aktiv; seit Januar 2014 übernimmt der Behindertentauchsportverband I.D.D.A. diesen Bereich vom IAC.